# 纯洁原爱神螺
纯洁原爱神螺（学名：Proterato pura），舊作
深海石榴螺（学名：Eratoena pura），
为爱神螺科原爱神螺属的海洋腹足纲軟體動物。舊屬石榴螺属

## 分佈
主要分布于台湾、日本，包括东中国海等海域。常棲息於潮下帶及較深海域。该物种的模式产地在日本相模湾。

## 外部連結
- 維基物種上的相關：纯洁原爱神螺